# Tyler Posey
Tyler Garcia Posey (sinh ngày 18 tháng 10 năm 1991) là một diễn viên và nhạc sĩ người Mỹ, được biết đến nhiều nhất với vai Scott McCall trong series phim truyền hình MTV Teen Wolf (2011-2017). 

## Tiểu sử
Posey được sinh ra ở Santa Monica, California, với nam diễn viên/nhà văn John Posey và Cyndi Terese Garcia. Anh lớn lên ở Santa Clarita, California. Người mẹ trên màn ảnh của anh trong Teen Wolf, nữ diễn viên Melissa Ponzio, nói: "Tôi rất vui được gặp mẹ và bố của anh ấy, và anh ấy là sự pha trộn hoàn hảo của cả hai." Posey có hai anh em, Derek và Jesse. Mẹ anh, người gốc Mexico, đã mất vì ung thư vú vào tháng 12 năm 2014. Mùa 5 của Teen Wolf được dành riêng như để tưởng nhớ về mẹ của anh.

## Danh sách phim tham gia

### Điện ảnh
| Năm  | Tựa                                            | Vai                            | Ghi chú    |
| ---- | ---------------------------------------------- | ------------------------------ | ---------- |
| 2000 | Men of Honor                                   | Boy                            | Uncredited |
| 2002 | Collateral Damage                              | Mauro                          |            |
| 2002 | Maid in Manhattan                              | Ty Ventura                     |            |
| 2005 | Inside Out                                     | Obert                          |            |
| 2007 | Veritas, Prince of Truth                       | Mouse Gonzalez                 |            |
| 2010 | Legendary                                      | Billy Barrow                   |            |
| 2011 | Our Deal                                       | Lucky                          | Phim ngắn  |
| 2012 | White Frog                                     | Doug                           |            |
| 2013 | Scary Movie 5                                  | David                          |            |
| 2013 | The Giving Tree Movie Trailer with Tyler Posey | Chính anh                      | Phim ngắn  |
| 2014 | Snackpocalypse                                 | Thor                           | Phim ngắn  |
| 2016 | Yoga Hosers                                    | Gordon Greenleaf               |            |
| 2018 | Truth or Dare                                  | Lucas Moreno                   |            |
| 2018 | Taco Shop                                      | Rogelio "Smokes"               |            |
| 2018 | Marvel Rising: Secret Warriors                 | Dante Pertuz / Inferno (voice) | TV Movie   |
| 2019 | The Last Summer                                | Ricky                          | Hậu kỳ     |

### Truyền hình
| Năm          | Tựa                       | Vai                              | Ghi chú                                          |
| ------------ | ------------------------- | -------------------------------- | ------------------------------------------------ |
| 2002         | Without a Trace           | Robert                           | Episode: "Silent Partner"                        |
| 2001–2004    | Doc                       | Raul Garcia                      | Vai chính                                        |
| 2005         | Sue Thomas: F.B.Eye       | Danny Abas                       | Episode: "Boy Meets World"                       |
| 2005         | Into the West             | Young Abe Wheeler                | Episode: "Dreams and Schemes"                    |
| 2006         | Smallville                | Javier Ramirez                   | Episode: "Subterranean"                          |
| 2006–2007    | Brothers & Sisters        | Gabriel Whedon / Gabriel Traylor | Vai phụ, 4 tập                                   |
| 2007         | Shorty McShorts' Shorts   | Jose                             | Episode: "She Zow"                               |
| 2009         | Lincoln Heights           | Andrew Ortega                    | Recurring role, 7 episodes                       |
| 2011–2017    | Teen Wolf                 | Scott McCall                     | Main role; also producer and director            |
| 2013         | Workaholics               | Billy Belk                       | Episode: "Fourth and Inches"                     |
| 2014         | The Exes                  | Eric                             | Episode: "The Hand That Rocks the Cradle"        |
| 2014–2015    | Wolf Watch                | Himself                          | Correspondent and guest, 14 episodes             |
| 2016 đến nay | Elena of Avalor           | Prince Alonso                    | Recurring voice role, 9 episodes                 |
| 2017         | Jane the Virgin           | Adam Eduardo Alvaro              | Guest role (season 3); recurring role (season 4) |
| 2017         | Hell's Kitchen            | Himself                          | Episode: "It's All Gravy"                        |
| 2018         | Marvel Rising: Initiation | Dante Pertuz                     | Vai chính                                        |
| 2018         | Sideswiped                | Griffin                          | Episode: "Baby Steps"                            |
| 2019         | Now Apocalypse            | Gabriel                          | Vai phụ                                          |
| TBA          | Scream                    | Shane                            | Vai chính (mùa 3)                                |

### Video ca nhạc
| Năm  | Nghệ sỹ      | Tựa              |
| ---- | ------------ | ---------------- |
| 2011 | Best Coast   | "Our Deal"       |
| 2015 | Travis Mills | "Young & Stupid" |
| 2015 | State Champs | "Secrets"        |
| 2016 | Halsey       | "Colors"         |

### Director
| Year | Title     | Notes                   |
| ---- | --------- | ----------------------- |
| 2017 | Teen Wolf | Episode: "After Images" |